# Spermosporella aggregata
Spermosporella aggregata är en svampart som beskrevs av Deighton 1969. Spermosporella aggregata ingår i släktet Spermosporella, divisionen sporsäcksvampar och riket svampar.   Inga underarter finns listade i Catalogue of Life.